# Speothos
Speothos là một chi động vật có vú trong họ Chó, bộ Ăn thịt. Chi này được Lund miêu tả năm 1839. Loài điển hình của chi này là Speothos pacivorus Lund, 1839 (extinct).

## Các loài
Chi này gồm các loài:
- Speothos venaticus
- Speothos pacivorus